# Benedict Arnold
Benedict Arnold (14 de janeiro de 1741 – 14 de junho de 1801) foi um oficial militar norte-americano durante a Guerra de Independência dos Estados Unidos que atingiu a patente de major-general.
Inicialmente lutou pelo Exército Continental mas desertou para o Exército Britânico pouco depois da metade do conflito. Ele comandava as fortificações americanas em West Point que vigiava sobre os penhascos perto do rio Hudson (acima da cidade de Nova Iorque, ocupado pelos ingleses), e planejava entregar esta posição aos britânicos. Seus planos foram expostos em setembro de 1780 e ele fugiu para servir com os lealistas, chegando à patente de general de brigada com os ingleses.
Arnold nasceu na colônia de Connecticut e era um mercador operando pelo Oceano Atlântico quando a guerra estourou nas Treze Colônias em 1775. Ele se juntou ao exército rebelde em Boston e se distinguiu por sua inteligência e bravura. Ele liderou uma campanha bem-sucedida que terminou na captura do estratégico Forte Ticonderoga (maio de 1775), lutando bem também nas batalhas da Ilha de Valcour no Lago Champlain, em outubro de 1776, e em Ridgefield, em abril de 1777. Ele também participou da importante Batalha de Saratoga, onde acabou sendo ferido.
Apesar dos seus sucessos militares, ele não era agraciado com novas promoções pelo Congresso Continental, enquanto outros oficiais tomavam crédito nas conquistas dele. Adversários nos círculos políticos e militares levantaram questões de corrupção e prevaricação, mas ele, na maioria dos casos, era absolvido. O Congresso investigou seu histórico de serviço e descobriu que ele devia ao Congresso após usar dinheiro emprestado para custar um estilo de vida luxuoso. Arnold foi ficando frustrado e irritado com tudo isso, assim como a aliança com a França (um regime absolutista tirânico) e a falha do Congresso em aceitar a proposta de paz britânica de 1778, que daria um autogoverno as colônias, mas manteria seus laços com a Coroa. Benedict Arnold decidiu então mudar de lado e começou negociações secretas com os ingleses. Em julho de 1780, ele recebeu do Congresso o comando dos fortes em West Point. Ele planejou então render sua posição aos britânicos, mas foi exposto quando tropas americanas capturaram o oficial inglês John André, que levava papeis que revelavam o esquema. Após saber da captura de André, Arnold fugiu pelo rio Hudson até encontrar o navio HMS Vulture, evitando por pouco a captura pelas forças do general George Washington, que havia sido alertado da situação.
Arnold recebeu uma comissão de general de brigada no exército britânico, com uma pensão anual de £ 360 libras, além de uma soma de £ 6 000 de imediato. Ele então liderou tropas inglesas em ataques na Virgínia e em New London e Groton, no sul de Connecticut, antes da guerra acabar na vitória americana em Yorktown. No inverno de 1782, ele se mudou para Londres com sua segunda esposa, Margaret "Peggy" Shippen Arnold. Ele foi bem recebido pelo rei Jorge III e pelos Tories, mas era desdenhado pelos Whigs. Em 1787, Arnold voltou ao negócio mercantil junto com seus filhos Richard e Henry em Saint John, no Canadá. Ele eventualmente retornou para a Inglaterra, se assentando em Londres de forma permanente em 1791, onde viria a morrer uma década mais tarde.
O nome "Benedict Arnold" se tornou sinônimo de traição na cultura dos Estados Unidos por ele ter virado as costas aos seus compatriotas e ter confabulado com o inimigo, chegando a liderar tropas contra os homens que meses antes havia comandado. Atualmente seu legado segue controverso.